# Listresjön
Listresjön är en sjö i Örebro kommun i Närke och ingår i Norrströms huvudavrinningsområde. Sjön har en area på 0,269 kvadratkilometer och ligger 42 meter över havet.

## Delavrinningsområde
Listresjön ingår i det delavrinningsområde (658055-146758) som SMHI kallar för Mynnar i Norrström. Medelhöjden är 44 meter över havet och ytan är 61,15 kvadratkilometer. Räknas de 4 avrinningsområdena uppströms in blir den ackumulerade arean 88,39 kvadratkilometer. Lillån som avvattnar avrinningsområdet har biflödesordning 2, vilket innebär att vattnet flödar genom totalt 2 vattendrag innan det når havet efter 210 kilometer. Avrinningsområdet består mestadels av skog (31 procent), öppen mark (13 procent) och jordbruk (29 procent). Avrinningsområdet har 0,58 kvadratkilometer vattenytor vilket ger det en sjöprocent på 1 procent. Bebyggelsen i området täcker en yta av 14,42 kvadratkilometer eller 24 procent av avrinningsområdet.